# Peugeot Bima
Pour les articles homonymes, voir Bima (homonymie).
La Bima (contraction de BIcyclette à Moteur Auxiliaire) est un cyclomoteur de la marque Peugeot produit et commercialisé entre 1951 et 1956.
Il avait pour but de concurrencer le VéloSoleX et la Mobylette de Motobécane.

## Historique
Les deux premiers modèles de la Bima, « Luxe » et « Grand Luxe » sont présentés en 1951. Le modèle « Standard » sort en 1952.

## Description
L'engin se présente sous la forme d'un cadre de vélo de femme, muni d'un petit moteur longitudinal placé sous le pédalier. Le moteur est articulé et commandé par un câble et un levier cranté, situé sous la selle pour les premiers modèles puis au dessus du réservoir pour les suivants, pour pouvoir être désolidarisé de la roue arrière en cas de besoin. Il n'y a pas d'embrayage. Les garde-boues sont enveloppants sur le bas sur les derniers modèles et les roues ont des gros pneus renforcés. Le réservoir est encastré en long et vissé dans la partie supérieure du cadre. L'éclairage est alimenté par une dynamo placée en bas à gauche sur la roue arrière, commandée par une manette comme sur un vélo. Une béquille latérale est placée à gauche. Les freins avant et arrière sont à tambour. Un porte-bagages est placé à l'arrière sur la version Grand Luxe,[réf. à confirmer].